# Steenkolenduits
Steenkolenduits is de benaming voor slecht tot zeer slecht Duits gesproken door Nederlanders of Vlamingen. De term is verzonnen naar analogie van steenkolenengels.
Daar het Nederlands en het Duits dicht bij elkaar staan, als zustertalen gelden, vallen de overeenkomsten meer op dan de verschillen. Met relatief eenvoudige klankwetten kan men vaak uit een Nederlands woord het corresponderende Duitse equivalent afleiden. Het Nederlands en het Duits zijn echter nog steeds verschillende talen en de spreker van het Nederlands die zich aldus van het Duits bedient zal dan ook kapitale fouten maken in de grammatica, de woordenschat en het idioom.

## Veelgehoorde voorbeelden

### Grammatica
De vier naamvallen van het Duits zijn voor de Nederlander of Vlaming moeilijk te bevatten. Veel mensen leren de regels wel, maar vinden het systeem erg moeilijk en subtiel, zodat het ze niet lukt dit consequent te gebruiken. In steenkolenduits ontbreken naamvallen dan ook vaak, of worden ze volkomen verkeerd gebruikt.
Het onderscheid tussen mannelijke en vrouwelijke woorden speelt in de Nederlandse standaardtaal geen rol van betekenis, en zij die dit verschil in hun dagelijkse taalgebruik wel kennen (Vlamingen, Limburgers, Twenten etc.) hebben er onvoldoende steun aan bij het Duits, omdat de geslachten lang niet altijd overeenkomen. Vandaar dat geslachtsindicatoren als der en die in steenkolenduits veelvuldig door elkaar gebruikt worden.

### Uitspraak
Een accent bij de uitspraak van een vreemde taal wordt gewoonlijk niet als taalfout gezien. Wat sprekers van het Nederlands weleens fout doen is het weglaten van de n in de uitgang -en. De Duitse "ei" wordt nog weleens als de Nederlandse uitgesproken, deze dient echter uitgesproken te worden als ai.

### Syntaxis
Het Nederlands heeft overwegend de rode werkwoordsvolgorde, het Duits uitsluitend de groene. Een zin als Ik denk niet dat hij dat kan zien laat zich correct vertalen als Ich denke nicht, dass er das sehen kann. Sprekers van het steenkolenduits kunnen zeggen: "Ich denke nicht, dass er das kann sehen".

### Woordenschat
Het verduitsen van Nederlandse woorden leidt vaak tot woorden die of niet bestaan of een volkomen andere betekenis hebben. Bekende voorbeelden zijn "versuchen" voor verzoeken (werkelijke betekenis "proberen", correcte vertaling bitten) en "mögen" voor mogen (werkelijke betekenis "houden van", correcte vertaling dürfen). Een voorbeeld is "Darf ich mal bellen?", wat in het Duits "Mag ik even blaffen?" betekent, correct zou zijn "Darf ich mal Ihr Telefon benutzen?".
Ook humoristisch is "Haben Sie das in der Gassen?" als vertaling voor "Heeft u dat in de gaten?" (Gassen zijn steegjes). De letterlijke vertaling "Haben Sie das in den Löchern" is overigens ook niet correct.

### Klankwetten
Zelfs hierin bestaan duidelijke discrepanties. Veel klanken die in het Nederlands zijn samengevallen worden in het Duits nog uit elkaar gehouden, of andersom. Zo verandert roken in rauchen, maar koken in kochen. Uit Nederlandse mond zou men echter *kauchen kunnen horen. Karikaturale voorbeelden zijn "Flaußkessel", wat geacht wordt "fluitketel" te betekenen (correcte vertaling: Pfeifkessel), en het zinnetje "Es ist kauß baußen" ("Het is koud buiten"; correcte vertaling Es ist kalt draußen).

### Idioom
Veel uitdrukkingen uit het Nederlands zijn voor een Duitser onbekend. Omgekeerd is dit ook het geval. Af en toe kan het letterlijk vertalen van een zinswending problemen opleveren. Het begrip "Het valt mee" wordt dan vertaald met Es fällt (of: fallt) mit. Een benaderende vertaling van deze uitdrukking is Das geht (ja) (noch), in Oostenrijk: Das geht sich aus.

## Voorbeelden van steenkolenduits in populaire cultuur
- Jean-Marie Pfaff gaf in 1982 na een thuiswedstrijd van FC Bayern München een interview in steenkolenduits voor de Duitse ARD televisie. Dit fragment is sindsdien al vaak herhaald geweest op de Nederlandse, Belgische en Duitse televisie.
- De tv-serie Kommissar Tampert in Jiskefet, een parodie op Derrick, bevatte ook heel wat onbestaande Duitse woorden en uitdrukkingen.
- Lambik sprak in de originele versie van De ringelingschat oorspronkelijk een mengeling van Duits met Nederlands. In de latere herdrukken is dit weggelaten en praat hij gewoon Nederlands.
- Paul de Leeuw verhaspelt verschillende talen in zijn lied Vlieg met me mee, waaronder het Duits.
- Gestapo Knallmuzik is een Belgische band wiens nummers volledig in het steenkolenduits gezongen worden.